# Штаухіц
Штаухіц (нім. Stauchitz) — громада в Німеччині, розташована в землі Саксонія. Входить до складу району Майсен.
Площа — 33,05 км2. Населення становить 3106 ос. (станом на 31 грудня 2020).